# 8442 Ostralegus
A 8442 Ostralegus (ideiglenes jelöléssel 4237 T-3) a Naprendszer kisbolygóövében található aszteroida. Cornelis Johannes van Houten, Ingrid van Houten-Groeneveld és Tom Gehrels fedezte fel 1977. október 16-án.